# كارفر ميد
كارفر ميد (بالإنجليزية: Carver Mead)‏ (و. 1934 – م) هو عالِم حاسب آلي، وفيزيائي، ومهندس من الولايات المتحدة الأمريكية . ولد في بيكرسفيلد، كاليفورنيا.
وهو عضواً في الأكاديمية الوطنية للعلوم، والأكاديمية الأمريكية للفنون والعلوم، والأكاديمية الوطنية للهندسة .

## التعليم
تعلم في معهد كاليفورنيا للتقنية

## مناصب وهيئات
أدار معهد كاليفورنيا للتقنية.

## جوائز
حصل على جوائز منها:
- قلادة العلوم الوطنية الأمريكية في مجال التكنولوجيا والابتكار
- ميدالية جون فون نيومان من جمعية مهندسي الكهرباء والإلكترونيات
- John Price Wetherill Medal
- Lemelson–MIT Prize
- جائزة هارولد بندر.